# Прапори провінцій Південно-Африканської Республіки
Поки що Мпумаланга є єдиною провінцією ПАР з прапором. Прапор складається з двох рівнозначних частин жовтого та зеленого кольорів, які розділені двомаламкими діагональними смугами синього та білого кольорів. У жовтій частині розміщено червоне стилізоване зображення гербери Джемсона, ендеміка провінції.

## Список
| Назва                      | Прапор |
| -------------------------- | ------ |
| Східно-Капська провінція   | -      |
| Ґаутенг                    | -      |
| Західно-Капська провінція  | -      |
| Квазулу-Наталь             | -      |
| Лімпопо                    | -      |
| Мпумаланга                 |        |
| Північно-Західна провінція | -      |
| Північно-Капська провінція | -      |
| Фрі-Стейт                  | -      |